# Veículo comercial ligeiro
Veículo comercial ligeiro (VCL), ou veículo da categoria N1, é a designação utilizada na legislação da União Europeia para os veículos de mercadorias com uma massa máxima até 3,5 toneladas.

## Galeria

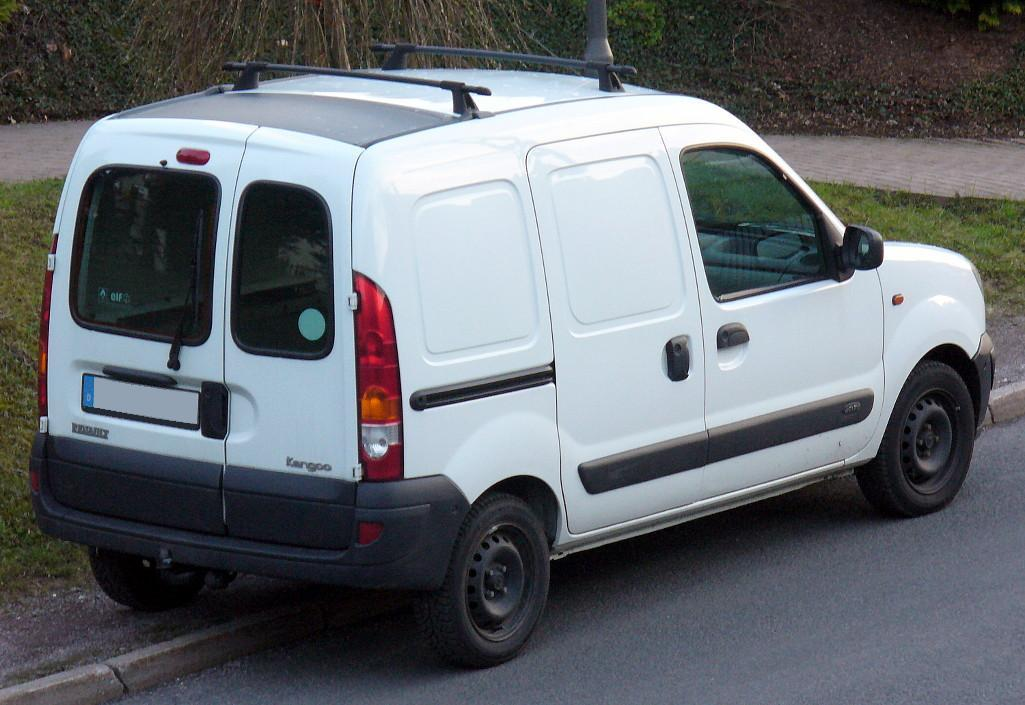
Renault Kangoo
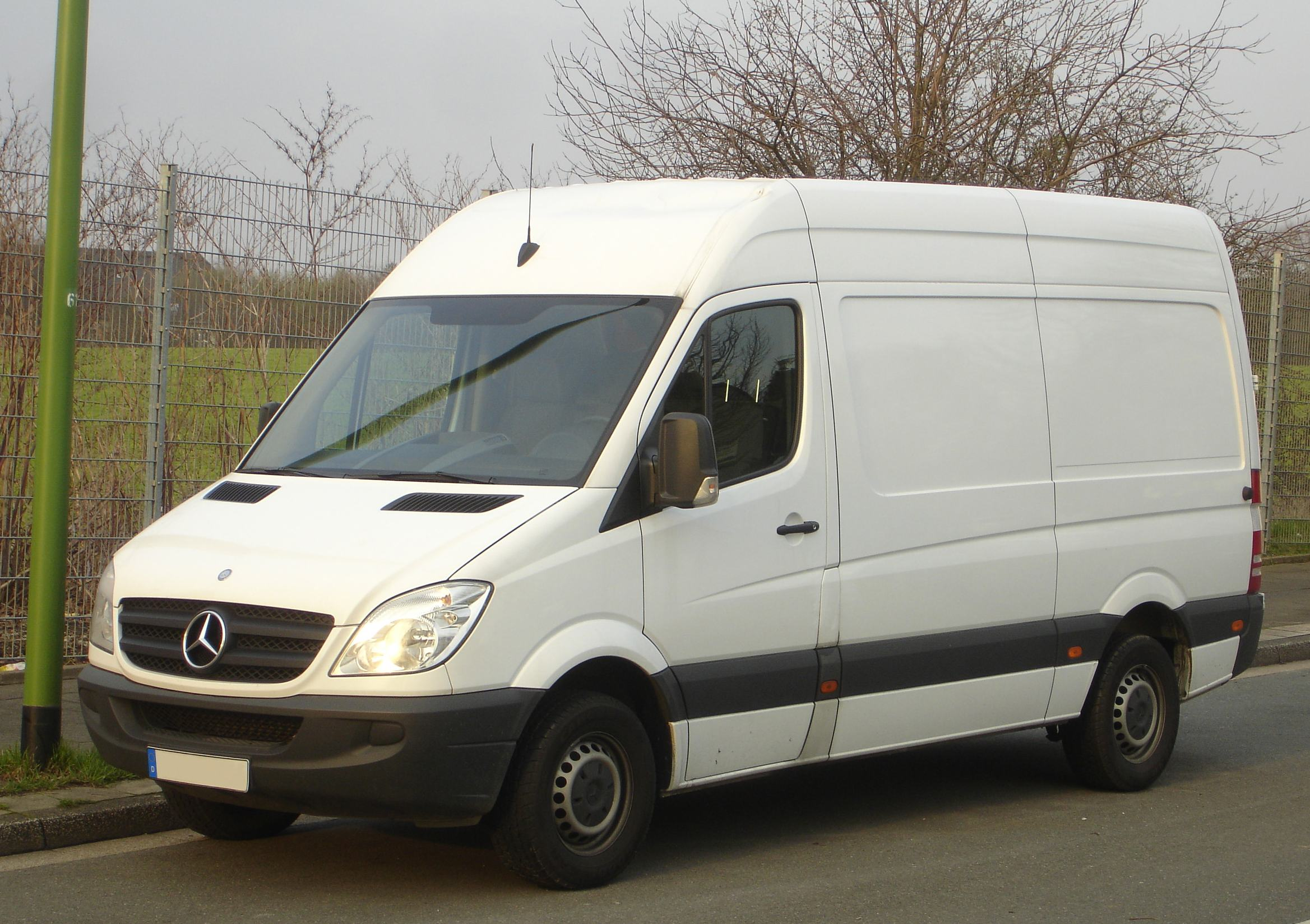
Furgão Mercedes-Benz Sprinter
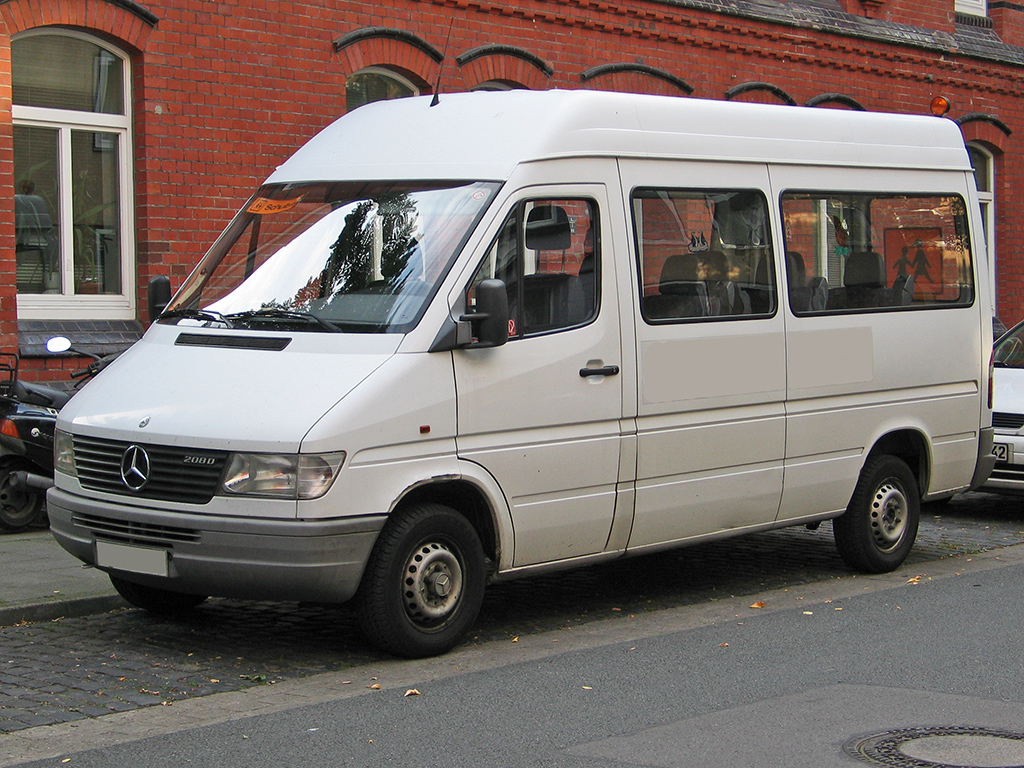
Combi Mercedes-Benz Sprinter
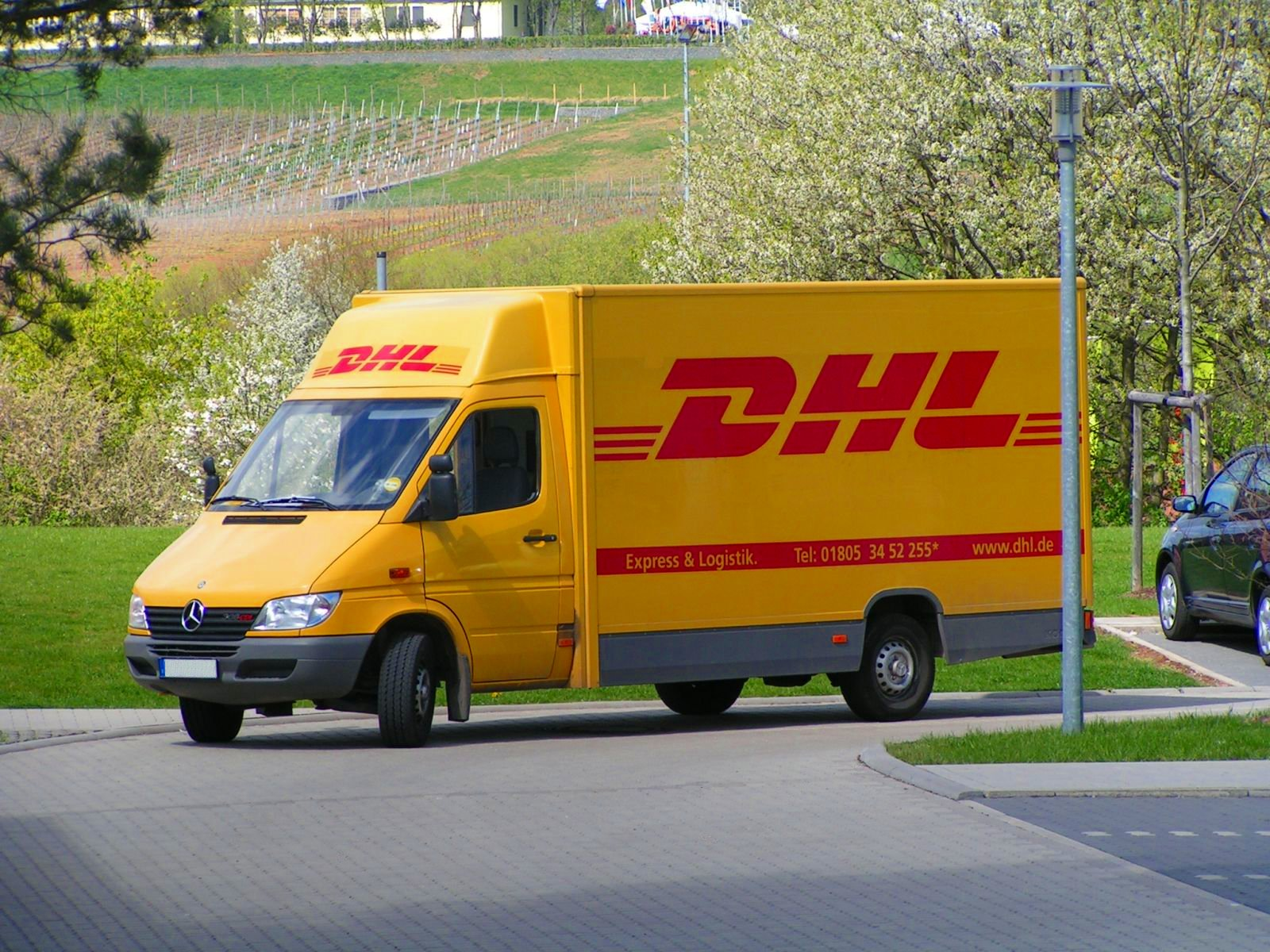
Chassis Mercedes-Benz Sprinter